# 玉正鳳萬平
玉正鳳 萬平（たましょうほう まんぺい、1993年3月6日 - ）は、モンゴル国ウランバートル市出身で片男波部屋（入門当初は春日山部屋、一時期は追手風部屋→中川部屋）所属の現役大相撲力士。本名はエルデンビィールグ・エンクマンライ（モンゴル語キリル文字表記：Эрдэнэбилэгийн Энхманлай）、愛称は「マンちゃん」。身長189.0cm、体重127.0kg。最高位は東前頭16枚目（2025年1月場所）。好物はモンゴル料理のボーズ。好きな漫画はONE PIECE。いわゆる「花のヨン組」の1人。

## 来歴
父はモンゴル相撲と柔道の監督。父の教え子には朝青龍、日馬富士、朝赤龍、時天空、白馬、龍皇と、錚々たる関取衆がいる。エンクマンライ自身は少年時代に相撲には全く興味を持たず、バスケットボールやアイススケートに夢中であったが、日本の相撲に興味を持ち始めて間もない2011年6月に来日し、当時の高島部屋に入門。しかし新弟子検査を受ける前に高島部屋は登録上の所属力士が0人となったため閉鎖に至り、同年7月場所前に春日山部屋の力士として新弟子検査を受けた。（このため、日本相撲協会の公式記録上、エンクマンライに高島部屋の所属力士としての経歴は残っていない。）興行ビザ獲得の為に初土俵は翌9月場所。当初の四股名・高春日望（たかかすが のぞみ）は見習い時に世話を受けた13代高島の現役時代の四股名「高望山」から「高」と「望」を取り、正式な入門先の師匠・20代春日山の現役時の四股名「春日富士」から「春日」を取った。
序ノ口を1場所で、序二段を4場所で通過し、2012年7月場所には7番相撲まで序二段優勝を争った（7番相撲で当場所の序二段優勝力士に敗れ、最終成績は6勝1敗）。
この間、2012年2月29日付で師匠が20代春日山から21代春日山に代替わりした。
その後も出世は順調で初土俵から2年余りの2013年11月場所に幕下に昇進した。新幕下で迎えた当場所は2勝5敗と大敗し、三段目からの出直しを余儀なくされた翌2014年1月場所も2勝5敗と不調、西三段目42枚目で迎えた翌3月場所は巻き返し7戦全勝（優勝決定戦で元十両・千代嵐に敗れ三段目優勝は逃した。）。その後しばらくは幕下での負け越しと三段目での勝ち越しを繰り返し、上述の新幕下直後を含め幕下と三段目の昇降を3往復したが、2015年9月場所以降は幕下以上に定着し、以降もコンスタントな成績を修めた。
2016年10月19日付で春日山部屋の閉鎖に伴い追手風部屋に移籍し、師匠も11代追手風に交代した。
その後、2017年1月26日付で15代中川が中川部屋として旧春日山部屋の力士を引き取る形で独立したことに伴い中川部屋に移籍し、師匠も15代中川に交代した
中川部屋移籍から間もない2017年5月場所前には四股名を種子島万来（たねがしま まんらい）に改名した。日頃からかわいがって貰っているとする後援者の種子島という人物から名前を貰い、下の名前は本名のエンクマンライにちなんだとする。しかし同四股名を名乗って土俵に上がったのは3場所のみで、2017年11月場所前には15代中川の四股名の「旭」と故郷のモンゴルの空に因んで旭蒼天万来（きょくそうてん まんらい）に再改名した。
2019年11月場所は初めて幕下上位（西幕下15枚目以内・翌場所の十両昇進の可能性が内規上生じる地位）に在位し、後述の十両昇進まで幕下上中位に定着していた。
2020年7月13日付で中川部屋の閉鎖に伴い片男波部屋に移籍し、師匠も14代片男波に交代した。
同年9月場所には四股名を14代片男波の「玉」と正しく生きて欲しいという思いに因んで玉正鳳萬平（たましょうほう まんぺい）へ再々改名 。
2022年11月場所は前場所の成績不振により東幕下23枚目まで番付を下げて迎えたが、12日目の6番相撲で元大関の朝乃山と対戦し勝利するなど好調を維持し、最終的に7戦全勝で幕下優勝を飾った。東幕下筆頭（当時の自己最高位）で迎えた翌2023年1月場所は、3勝3敗で迎えた千秋楽の7番相撲で西十両10枚目の照強を倒して4勝3敗と勝ち越し、十両昇進を内定。場所後の1月25日に開かれた番付編成会議で、翌3月場所の新十両昇進が発表された。片男波部屋からの新関取誕生は14代片男波が継承後初、13代の時期までさかのぼっても2008年1月場所の玉鷲以来で、モンゴル出身力士の新関取は2022年7月場所の欧勝馬以来37人目、日本国外出身力士としては狼雅（ロシア）以来戦後72人目の新関取、所要68場所での新十両は日本国外出身力士として鬼嵐の71場所に次ぐ2番目のスロー出世となった。新十両として土俵に上がった3月場所では6日目（友風戦）で左太ももの裏を肉離れしたものの、14日目に勝ち越しを決め、最終的に8勝7敗。西十両11枚目の地位で土俵に上がった5月場所も9勝6敗の勝ち越し。翌7月場所は番付運に著しく恵まれ東十両5枚目に昇進。当場所は10勝5敗と初の2桁白星となり、翌9月場所は西十両筆頭まで最高位を更新。勝ち越せば新入幕も狙える地位だったが初日から4連敗、5日目の水戸龍戦で同場所初白星を挙げた際に脇腹の肉離れを起こし、6日目から再び4連敗で9日目にして十両昇進後初の負け越しとなった（最終成績は4勝11敗）。2024年9月場所は6勝9敗で、11月場所は番付運に恵まれて番付1枚降下で済んだ。東十両4枚目の地位で土俵に上がった11月場所では10勝5敗の成績を残し、十両から幕内に上がる星の力士の関係上番付運次第で2025年1月場所に入幕が果たせる状況となった。2025年1月場所番付発表によって正式に新入幕が決定。新入幕会見では幕内に上がって楽しみなことを聞かれると「全員と対戦することが楽しみ。また部屋の兄弟子である玉鷲と共に(幕内)土俵入りできること」と語った。なお31歳9ヶ月17日での新入幕は戦後8位の高齢昇進。初土俵から所要79場所での新入幕は、外国人力士としてはそれまでの1位であった阿夢露の所要74場所の記録を破るスロー記録。師匠の片男波は「幕内に上がれるとは思っていなかった。奇跡ですよ。玉鷲の優勝に匹敵するぐらいの奇跡」と話すなどかつてはそこまで期待していなかったと漏らしたが、本人は「スロー出世?気にしてません。（幕内に）上がってから長く相撲を取れればいいと思っています。これからという感じですね」「自分もまだ若いと思っていますから」と部屋の兄弟子の玉鷲を引き合いにやる気を見せていた。
入門から2024年7月場所終了現在に至るまで、2022年7月場所千秋楽を不戦敗（新型コロナウイルス感染者との濃厚接触疑いに伴うもの）した以外に休場は無く、初土俵以来603日連続で出場している。（上述の不戦敗は日本相撲協会の方針に基づき休場扱いにはされない。）

## 取り口
- 春日山部屋時代までは四つ相撲であったが、中川部屋に転籍した時期を境に押し相撲に変えたという[2]。
- 幕下優勝を果たした2022年11月場所中の報道によると、得意手は右四つ、寄り、投げとある[1]。
- 上手からの芸に優れ、投げの中でも上手投げ、上手出し投げが得意。突き放してからの叩き込みも武器。上述の2022年11月場所12日目（元大関・朝乃山戦）は前日に玉鷲と作戦会議した通り、廻しを取らせないように突き放してからの叩き込みで勝利[8]した。
- 本人は2023年3月場所前に「右前みつを取れば負けない」と語っていた[16]。

## エピソード
- 入門当初からお家騒動・師匠の不祥事等に多く巻き込まれ、高島部屋[注 1]→春日山部屋→追手風部屋→中川部屋→片男波部屋と5つ（公式上は4つ）の部屋を渡り、一門も伊勢ヶ濱一門（高島部屋・春日山部屋）→時津風一門（追手風部屋・中川部屋）→二所ノ関一門（片男波部屋）と3つ所属歴があり、13代高島[注 1]→20代春日山→21代春日山→11代追手風→15代中川→14代片男波と合計6人（公式上は5人）の年寄が師匠として付いた[2][注 2]。
- 元来太れない体質だが、中川部屋に転籍して間もない時期は1日4食から5食を摂り、その他にもプロテインと夜食を口にしていた。食事は稽古よりも厳しいとしていたが、身体作りの為に励んでいた。
- 玉鷲（片男波部屋）は姉の夫（義兄）。東京ではたまに姉の自宅に呼んでもらい、姉に手作りのモンゴル料理を振る舞ってもらっている[2]。玉鷲とは別の部屋に所属していたが、2020年7月に先述の経緯により自身が玉鷲の所属する片男波部屋に移籍し、同部屋所属となった[4]。
- 2017年4月、同じ一門の力士となっていた勢にヘビの玩具を使った悪戯をされた。これは、玉正鳳（当時、高春日）がゴキブリの玩具を使った悪戯を行ったその仕返しである[17]。
- 新十両当初の報道によると、部屋には所属力士が自身を含め4人しかおらず付け人が足りない関係上、関取昇進後もちゃんこ番・掃除などの雑用に励み、取的2人と同様に大部屋で生活し、玉鷲の付け人も務めていた[16]。
- 新十両として迎えた2023年3月場所前には幕内最高優勝経験者の朝乃山・栃ノ心・逸ノ城・徳勝龍を打倒したいと抱負を語っていた。当場所では徳勝龍のみと割が組まれ、3日目に上手投げで勝利し、前場所1月場所11日目に押し出しで敗北した借りを返す形となった。
- アニメ好きであり、コスプレイベントにも参加している。ただし、自身はコスプレをせず着物姿で参加している[18]。
- 食べ物はボーズの他にもチョコレートや肉が好きであり、Twitterでもそれらの写真をしばしばアップロードしている。
- 協会公式プロフィールによると好きな歌手は長渕剛、趣味は映画鑑賞、漫画。好物は寿司、焼肉。好きな漫画は『ONE PIECE』、好きな映画はマーベル・スタジオの作品[19]
- 新入幕会見は部屋の自室で飼っていて溺愛するモルモット2頭を連れて行い、『スポーツ報知』のWeb版にもペットのモルモットとの写真が掲載された[15]。また、コロナ禍では『PUI PUI モルカー』にハマっていた。

## 主な成績
2025年7月場所終了現在

### 通算成績
- 生涯戦歴：357勝337敗（83場所）
- 幕内戦歴：10勝20敗（2場所）

### 各段優勝
- 幕下優勝：1回（2022年11月場所）

### 場所別成績
| | 一月場所 初場所（東京） | 三月場所 春場所（大阪） | 五月場所 夏場所（東京） | 七月場所 名古屋場所（愛知） | 九月場所 秋場所（東京） | 十一月場所 九州場所（福岡） |
| --- | ----------------------- | ----------------------- | ----------------------- | --------------------------- | ----------------------- | --------------------------- |
| 2011年 （平成23年） | x                       | x                       | x                       | x                           | （前相撲）              | 西序ノ口16枚目 6–1          |
| 2012年 （平成24年） | 東序二段38枚目 5–2      | 東序二段2枚目 2–5       | 西序二段33枚目 2–5      | 西序二段66枚目 6–1          | 西三段目97枚目 4–3      | 東三段目78枚目 5–2          |
| 2013年 （平成25年） | 東三段目45枚目 2–5      | 東三段目68枚目 4–3      | 東三段目50枚目 4–3      | 西三段目34枚目 5–2          | 東三段目11枚目 4–3      | 東幕下60枚目 2–5            |
| 2014年 （平成26年） | 東三段目20枚目 2–5      | 西三段目42枚目 7–0      | 東幕下30枚目 2–5        | 東幕下45枚目 3–4            | 東幕下55枚目 1–6        | 東三段目24枚目 3–4          |
| 2015年 （平成27年） | 東三段目38枚目 5–2      | 西三段目9枚目 4–3       | 西幕下58枚目 3–4        | 東三段目11枚目 4–3          | 西幕下59枚目 4–3        | 東幕下50枚目 4–3            |
| 2016年 （平成28年） | 西幕下40枚目 3–4        | 東幕下48枚目 5–2        | 西幕下29枚目 4–3        | 東幕下23枚目 3–4            | 西幕下30枚目 3–4        | 東幕下40枚目 3–4            |
| 2017年 （平成29年） | 西幕下46枚目 4–3        | 西幕下36枚目 3–4        | 西幕下44枚目 4–3        | 西幕下33枚目 3–4            | 西幕下46枚目 4–3        | 東幕下38枚目 2–5            |
| 2018年 （平成30年） | 東幕下58枚目 5–2        | 西幕下39枚目 4–3        | 東幕下32枚目 3–4        | 東幕下39枚目 3–4            | 西幕下49枚目 4–3        | 東幕下40枚目 4–3            |
| 2019年 （平成31年 /令和元年） | 西幕下33枚目 4–3        | 東幕下25枚目 3–4        | 東幕下33枚目 5–2        | 西幕下22枚目 4–3            | 東幕下19枚目 5–2        | 西幕下11枚目 3–4            |
| 2020年 （令和2年） | 西幕下15枚目 3–4        | 西幕下22枚目 6–1        | 感染症拡大 により中止   | 西幕下6枚目 2–5             | 東幕下15枚目 4–3        | 西幕下10枚目 3–4            |
| 2021年 （令和3年） | 西幕下12枚目 4–3        | 西幕下9枚目 3–4         | 西幕下16枚目 3–4        | 西幕下23枚目 5–2            | 西幕下13枚目 4–3        | 東幕下8枚目 5–2             |
| 2022年 （令和4年） | 東幕下2枚目 2–5         | 東幕下13枚目 2–5        | 西幕下26枚目 5–2        | 東幕下17枚目 5–2            | 西幕下9枚目 2–5         | 東幕下23枚目 優勝 7–0       |
| 2023年 （令和5年） | 東幕下筆頭 4–3          | 東十両13枚目 8–7        | 西十両11枚目 9–6        | 東十両5枚目 10–5            | 西十両筆頭 4–11         | 西十両7枚目 9–6             |
| 2024年 （令和6年） | 東十両4枚目 4–11        | 西十両9枚目 6–9         | 西十両9枚目 8–7         | 西十両6枚目 9–6             | 東十両3枚目 6–9         | 東十両4枚目 10–5            |
| 2025年 （令和7年） | 東前頭16枚目 6–9        | 東十両筆頭 8–7          | 東前頭17枚目 4–11       | 西十両3枚目 6–9             | x                       | x                           |
| 各欄の数字は、「勝ち-負け-休場」を示す。 優勝 引退 休場 十両 幕下 三賞：敢=敢闘賞、殊=殊勲賞、技=技能賞 その他：★=金星 番付階級：幕内 - 十両 - 幕下 - 三段目 - 序二段 - 序ノ口 幕内序列：横綱 - 大関 - 関脇 - 小結 - 前頭（「#数字」は各位内の序列） |                         |                         |                         |                             |                         |                             |

## 幕内対戦成績
| 力士名   | 勝数 | 負数 | 力士名 | 勝数 | 負数 | 力士名 | 勝数 | 負数 | 力士名   | 勝数 | 負数 |
| -------- | ---- | ---- | ------ | ---- | ---- | ------ | ---- | ---- | -------- | ---- | ---- |
| 朝紅龍   | 0    | 1    | 遠藤   | 0    | 1    | 欧勝馬 | 0    | 1    | 輝       | 1    | 0    |
| 嘉陽     | 1    | 0    | 北の若 | 0    | 1    | 金峰山 | 0    | 1    | 琴勝峰   | 0    | 2    |
| 佐田の海 | 0    | 1    | 獅司   | 0    | 1    | 正代   | 0    | 1    | 湘南乃海 | 1    | 1    |
| 宝富士   | 0    | 1    | 美ノ海 | 1    | 0    | 時疾風 | 1    | 1    | 栃大海   | 0    | 1    |
| 錦木     | 2    | 0    | 錦富士 | 0    | 1    | 伯桜鵬 | 0    | 1    | 御嶽海   | 1    | 0    |
| 翠富士   | 1    | 1    | 明生   | 0    | 1    | 竜電   | 0    | 1    | 狼雅     | 0    | 1    |

## 改名歴
- 高春日 望（たかかすが のぞみ）2011年7月場所 - 2017年3月場所
- 種子島 万来（たねがしま まんらい）2017年5月場所 - 2017年9月場所
- 旭蒼天 万来（きょくそうてん まんらい）2017年11月場所 - 2020年7月場所
- 玉正鳳 萬平（たましょうほう まんぺい）2020年9月場所 -